# La papa sin cátsup
«La papa sin cátsup» es una canción pop escrita por César Lazcano e interpretada por la cantante mexicana Gloria Trevi. Fue lanzado como primer sencillo de su cuarto álbum de estudio Mas turbada que nunca, lanzado en 1994. En 2008, la canción se situó en el puesto 98 de la lista "Las 100 + grandiosas canciones de los años noventa en español" de VH1 Latinoamérica.

## Antecedentes
Esta canción fue la cuarta producción de Sergio Andrade para Trevi la cual fue un éxito de los 90: otro tema que se convirtió en un himno de la juventud mexicana de ese momento y con el que la prensa internacional bautizó (la chica del pelo suelto).
En entrevista, la intérprete dijo que, además de que esta canción fue con la que se dio a conocer en México y Latinoamérica, es muy significativa por el contexto en el cual la hizo [cita requerida].

## Película
Después de sus dos éxitos cinematográficos Pelo suelto y Zapatos viejos, la cantante protagonizó su tercer y último largometraje, Una papa sin catsup; estrenada el 5 de julio de 1995 en las salas mexicanas. El guion estuvo a cargo de su representante y productor musical, Sergio Andrade, además de Trevi quien protagonizó un doble papel en la cinta junto a actores como Charlie Valentino, Ernesto Gómez Cruz y Armando Araiza. Las canciones usadas en la banda sonora de la película fueron La papa sin catsup, Un día más de vida, ¡Qué bueno que no fui Lady Di! y El recuento de los daños. Trevi describió su película en un programa de televisión como "una medicina para el estado depresivo" en la que pretende "sacar un poquito de la tristeza" a los mexicanos. Agregó que la crisis económica por la que atravesaba el país sería abordada en su nuevo filme, en donde protagoniza de manera simultánea dos personajes, La greñas, líder de una banda de pandilleros, y otro de una joven "tierna e inocente" pero muy rebelde y problemática en la escuela donde estudia. El estreno de la película se realizó al estilo Hollywood, luego de seis meses de rodaje en algunos escenarios naturales del balneario de Acapulco, Morelos y la Ciudad de México. Una papa sin catsup se proyectó en algunas salas locales de México en donde nunca ponían películas nacioniales. A pesar de que era del mismo corte de sus cintas pasadas y fue muy bien recibida por los fans de la cantante, esta película se convirtió en un fracaso y además, causó controversia siendo objeto de fuertes críticas debido a un contenido de humor negro grotesco y escatológico en varias escenas.

## Otras versiones
La canción se encuentra en varias versiones de álbumes de la cantante:
1. ¡De pelos! Lo mejor de la Trevi (1997) Versión remix para radio (×2)
2. No soy monedita de oro (1999) Versión remix[9]
3. La trayectoria (2006) Versión en vivo[10]

Además, fue interpretada por Jenni Rivera en su álbum Homenaje a Las Grandes (2003).